# Francisco María Vázquez
Francisco María Vázquez  (1964) es un botánico español.

## Algunas publicaciones
- Vazquez, F.M., 2008.  El Herbario HSS, del Centro de Investigación La Orden-Valdesequera (Badajoz). Boletín de la Asociación de Herbarios Ibero-Macaronésicos, ISSN 1136-5048, 10: 16-18en línea
- García-Villanueva, V; JA Moreno Tamurejo, FM Vázquez Pardo, MÁ Nieto Manzano, JM Novoa Pérez. 2008.  "Melitaea aetherie" (Hübner, 1826) en la provincia de Badajoz (España): nuevos datos sobre su biología y distribución (Lepidoptera: Nymphalidae). Boletín de la SEA, ISSN 1134-6094, 42: 279-288
- Vallejo Villalobos, JR; D Peral Pacheco, FM Vázquez Pardo, F Gordón Vázquez. 2006.  Etnobotánica: investigando en la escuela a través de la medicina popular. Encuentros en la Biología, ISSN 1134-8496, 112en línea
- Pérez Chiscano, JL; FM Vázquez Pardo2008.  Situación de "Echun Boissieri" Steudel (Boraginaceae) en Extremadura (España). Studia botanica, ISSN 0211-9714, 25: 97-102
- Peral Pacheco, D; M del R Fernández Falero, FM Vázquez Pardo. 2005.  Presencia de las Ciencias de la tierra en el Boletín de la Provincia de Badajoz. Un muestreo histórico: 1880. Revista de estudios extremeños, ISSN 0210-2854, 61 ( 2) : 797-812
- Vallejo Villalobos, JR; D Peral Pacheco, FM Vázquez Pardo, P Martín Jiménez. 2005.  Conocimientos de Medicina Popular en ancianos de una población rural: Guadiana del Caudillo (Badajoz). Revista de estudios extremeños, ISSN 0210-2854, 61 ( 1 ): 79-102en línea
- Peral Pacheco, D; FM Vázquez Pardo. 2003.  Un nombre olvidado en la documentación histórica: Arzolla. Revista de estudios extremeños, ISSN 0210-2854, 59 ( 1 ): 465-473en línea
- Lucas Pimienta, AB; FM Vázquez Pardo, A Martín, J Blanco Salas, S Ramos Maqueda, E Doncel Pérez. 2002. Aportaciones a la flora de Extremadura (España). Acta botánica malacitana, ISSN 0210-9506, 27: 259-261

### Libros
- Vázquez et al., 1998. Semillas de quercus: biología, ecología y manejo.1998. Colección Monografías, Junta de Extremadura
- Vázquez Pardo, FM; D Peral Pacheco, S Ramos Maqueda. 2008.  Historia de la vegetación y los bosques de la Baja Extremadura: aproximaciones a su conocimiento. Mérida : Consejería de Agricultura y Medio Ambiente, 2001. ISBN 84-8107-041-6
- Vázquez, F. M., 2009.,Revisión de la familia Orchidaceae en Exremadura, publicado como estudio monográfico en la revista Folia Botanica Extremadurensis (vol. 3, 2009)
- Vázquez et al., 2008. Plantas Medicinales en la Comunidad de Extremadura (Coord.) 2008. Diputación de Badajoz

- La abreviatura «F.M.Vázquez» se emplea para indicar a Francisco María Vázquez como autoridad en la descripción y clasificación científica de los vegetales.[2]